# Џејк Бол
Џејк Бол (енгл. Jake Ball; 21. јун 1991) професионални је рагбиста и репрезентативац Велса који тренутно игра за екипу Скарлетс.

## Биографија
Висок 197 цм, тежак 121 кг, Бол је пре Скарлетса играо за Љанели РФК. За репрезентацију Велса је до сада одиграо 15 тест мечева.